# تک ناین
آرون دونتز ییتس (به انگلیسی: Aaron Dontez Yates)(زاده: ۸ نوامبر ۱۹۷۱)، که بیشتر با نام هنری خود با نام تک ناین (به انگلیسی: Tech N9ne) شناخته می‌شود، خواننده هیپ هاپ اهل ایالات متحده است. 
در سال ۱۹۹۹ او و تراویس او گوئین استودیوی ضبط موسیقی به نام استرینج میوزیک را تأسیس کردند. تا به امروز آثار وی بیش از ۱۰٫۰۰۰٫۰۰۰ نسخه فروش داشته و همچنین آثار او علاوه بر دنیای موسیقی در تلویزیون و بازی‌های ویدئویی و فیلم‌ها نیز به چشم می‌خورد. وی همچنین با [امینم] همکاری داشته ‌است.

لقب او توسط بلک والت به دلیل سبک خاص و سریع تلفظ کلمات، بر گرفته از اسلحه کمری تک-۹ به او داده شده ‌است. او همچنین با یاس (خواننده) اجرا داشته و آهنگ دارد.

## اوایل زندگی
تک ناین، هرگز پدر خود را ندید و مادرش نیز به بیماری صرع و لوپوس منتشر مبتلا بود که از لحاظ عاطفی او را تحت تأثیر قرار داد و الهام بخش او برای جستجوی خدا بود. وی رپ کردن را از سنین کودکی شروع نمود. او و بهترین دوست اش برایان دنیس به امید گرفتن روح یک فیلم تمایل به رفتن به ساختمانهای متروکه داشتند. دنیس در سال ۲۰۰۳ توسط دوست پسر سابق دوست دخترش به ضرب گلوله کشته شد که این اتفاق نیز سبب شد آرون برای تخلیهٔ سرخوردگی و جستجوی قدرت به سراغ موسیقی برود.
یاس خواننده رپ فارسی تک‌آهنگ «صدای اتحاد» را مشترکاً با تک ناین خوانده‌است. در ۹ مارس ۲۰۱۳ تک ناین در صفحه توییترش خبر همکاری با یاس را داد.
در سال ۲۰۲۰ تک ناین خبر همکاری مشترکی با دو رپر ایرانی، رضا پیشرو و یاس را منتشر کرد که در حال حاضر چهار سال گذشت تازه پیشرو تو کامیونیتی یوتیوبش نوشته (در پی همکاری با تکناین و یاس هستم )

## آلبوم‌ها
آلبوم‌های استودیویی
- The Calm Before the Storm (1999)
- The Worst (2000)
- Anghellic (2001)
- Absolute Power (2002)
- Everready (The Religion) (2006)
- Killer (2008)
- K.O.D. (2009)
- All 6's and 7's (2011)
- Something Else (2013)
- Special Effects (2015)
- The Storm (2016)
- Planet (2018)